# Ministr národní bezpečnosti Izraele
Ministr národní bezpečnosti Izraele (hebrejsky שר לביטחון לאומי‎, Sar LeVitahon Leumi), do roku 1995 ministr policie (hebrejsky שר המשטרה‎, sar ha-mištara) a poté do roku 2022 ministr vnitřní bezpečnosti, je člen izraelské vlády, který stojí v čele ministerstva národní bezpečnosti. Funkce by neměla být zaměňována s postem ministra vnitra.
Ministr národní bezpečnosti Izraele dohlíží na izraelské bezpečnostní sbory: Izraelskou policii a Izraelskou hraniční policii, Izraelskou vězeňskou službu a Izraelskou hasičskou a záchrannou službu. Dohlíží také na Izraelský národní úřad pro bezpečnou společnost, Úřad na ochranu svědků a Národní centrálu pro ochranu dětí na internetu. Mezi agendy ministerstva národní bezpečnosti patří také udělování zbrojních průkazů.
Prvním ministrem policie se stal Bechor-Šalom Šitrit, bývalý policista, jenž tento ministerský post zastával od vyhlášení izraelské nezávislosti v květnu 1948 až do své smrti v lednu 1967. Stal se tak členem celkem čtrnácti izraelských vlád, což z něj činí historicky nejdéle sloužícího izraelského ministra.
Ministerský post byl zrušen v roce 1977, když se stal premiérem Menachem Begin. Obnoven byl v roce 1984 po nástupu Šimona Perese do čela vlády. Příležitostně má ministr vnitřní bezpečnosti svého náměstka.

## Seznam ministrů
| ministr             | strana                                           | vláda                                                                    | funkční období        |
| ------------------- | ------------------------------------------------ | ------------------------------------------------------------------------ | --------------------- |
| Bechor-Šalom Šitrit | Sefardové a orientální komunity, Mapaj, Ma'arach | Prozatímní vláda, 1., 2., 3., 4., 5., 6., 7., 8., 9., 10., 11., 12., 13. | 14.05.1948–02.01.1967 |
| Elijahu Sason       | Ma'arach                                         | 13., 14.                                                                 | 02.01.1967–15.12.1969 |
| Šlomo Hilel         | Ma'arach                                         | 15., 16., 17.                                                            | 15.12.1969–20.06.1977 |
| Chajim Bar-Lev      | Ma'arach                                         | 21., 22., 23.                                                            | 13.09.1984–15.03.1990 |
| Roni Milo           | Likud                                            | 24.                                                                      | 11.06.1990–13.07.1992 |
| Moše Šachal         | Strana práce                                     | 25., 26.                                                                 | 13.07.1992–18.06.1996 |
| Avigdor Kahalani    | Třetí cesta                                      | 27.                                                                      | 18.06.1996–06.07.1999 |
| Šlomo Ben Ami       | Jeden Izrael                                     | 28.                                                                      | 06.07.1999–07.03.2001 |
| Uzi Landau          | Likud                                            | 29.                                                                      | 07.03.2001–28.02.2003 |
| Cachi Hanegbi       | Likud                                            | 30.                                                                      | 28.02.2003–06.09.2004 |
| Gideon Ezra         | Likud, Kadima                                    | 30.                                                                      | 06.09.2004–04.05.2006 |
| Avi Dichter         | Kadima                                           | 31.                                                                      | 04.05.2006–01.04.2009 |
| Jicchak Aharonovič  | Jisra'el bejtenu                                 | 32., 33.                                                                 | 01.04.2009–14.05.2015 |
| Jariv Levin         | Likud                                            | 34.                                                                      | 14.05.2015–25.05.2015 |
| Gil'ad Erdan        | Likud                                            | 34.                                                                      | 25.05.2015–17.05.2020 |
| Amir Ochana         | Likud                                            | 35.                                                                      | 17.05.2020–13.06.2021 |
| Omer Bar-Lev        | Izraelská strana práce                           | 36.                                                                      | 13.06.2021–29.12.2022 |
| Itamar Ben Gvir     | Ocma jehudit                                     | 37.                                                                      | 29.12.2022–21.01.2025 |
| Chajim Kac          | Likud                                            | 37.                                                                      | 23.01.2025–19.03.2025 |
| Itamar Ben Gvir     | Ocma jehudit                                     | 37.                                                                      | od 19.03.2025         |

### Seznam náměstků ministra
| náměstek     | strana        | vláda | funkční období        |
| ------------ | ------------- | ----- | --------------------- |
| Gideon Ezra  | Likud         | 29.   | 07.03.2001–28.02.2003 |
| Ja'akov Edri | Likud, Kadima | 30.   | 10.03.2003–18.01.2006 |